# Repudiació de l'herència
La repudiació de l'herència es pot definir com aquell negoci jurídic unilateral i no receptici, per mitjà del qual la persona o persones a les quals se’ls ha atribuït el ius delationis manifesten la seva voluntat contrària a convertir-se en successors del causant. La repudiació de l'herència significa, per consegüent, el no ingrés del cabal hereditari en el patrimoni del cridat (o alguns deutes) i d'aquí que tècnicament s'hagi de reservar la denominació de repudiació per a aquest supòsit, mentre que la renúncia constitueix la sortida d'un o més elements patrimonials per la voluntat del seu titular.